# Parafimbrios vietnamensis
Parafimbrios vietnamensis es una serpiente de la familia Xenodermidae endémica del noroeste de Vietnam.